# Чинто (озеро)
Чинто (фр. Lac du Cinto на Корсиці) — озеро на Верхній Корсиці, розташоване на південний захід від Монте-Чинто на висоті 2,289 метрів.

## Географія
Озеро Чинто біля витоків Ерко, притоки річки Голо.